# Bröderna Dalton på rymmen
Bröderna Dalton på rymmen (L'évasion des Dalton) är ett Lucky Luke-album från 1960. Det är det 15:e albumet i ordningen, och har nummer 13  i den svenska utgivningen.

## Handling
Bröderna Dalton sitter bakom lås och bom efter sitt första möte med Lucky Luke - tills det plötsligt för chansen att rymma. Luke och Jolly Jumper tar upp jakten genom Texas, men Daltons lyckas sprida ut att han är en efterlyst förbrytare. Det amerikanska kavalleriet anländer dock för att klargöra situationen, just i tid för Joe Dalton att utmana Luke på en duell på liv och död.

## Svensk utgivning
- Morris; Goscinny, René, (översättare: Veronica Schildt-Bendjelloul) (1974). Bröderna Dalton på rymmen. Lucky Lukes äventyr: 13. Stockholm: Albert Bonniers förlag. Libris 7144299. ISBN 91-0-039222-7
- Andra upplagan, 1975
- Tredje upplagan, 1988, Bonniers Juniorförlag. ISBN 91-48-39222-7
- Fjärde upplagan, 2001, Egmont Serieförlaget. ISBN 91-7269-216-2
- I Lucky Luke – Den kompletta samlingen ingår albumet i "Lucky Luke 1958–1960". Libris 9600364. ISBN 91-7269-467-X
- Den svenska utgåvan trycktes även som nummer 99b i Tintins äventyrsklubb (1992). Libris 7674120. ISBN 91-7904-291-0